# Marc-André ter Stegen
Marc-André ter Stegen (n. 30 aprilie 1992, Mönchengladbach, Germania) este un fotbalist german, care joacă pe post de portar la Barcelona în La Liga. Pe plan internațional, are prezențe la națională pentru Germania, Germania Sub-21⁠(d), Germania U16⁠(d), Germania U17⁠(d), Germania U18⁠(d) și Germania U19⁠(d).
După patru sezoane în Bundesliga cu Borussia Mönchengladbach, unde a avut 108 apariții în ligă, s-a alăturat Barcelonei pentru suma de 12 milioane de euro în 2014. A câștigat liga spaniei în primul sezon din Spania, jucând pentru Barcelona în Cupa Spaniei și UEFA Champions League.
Ter Stegen a reprezentat Germania la mai multe niveluri de tineret și și-a a făcut debutul internațional senior în 2012. A fost membru al echipei germane care au ajuns în semifinalele UEFA Euro 2016 și au câștigat Cupa Confederațiilor FIFA 2017.

## Carieră

### Borussia Mönchengladbach

#### Sezonul 2010-11
Născut în Mönchengladbach, Ter Stegen și-a început cariera la echipa locală Borussia Mönchengladbach. În prima jumătate a sezonului 2010-11, sa stabilit ca steaua echipei de rezervă și a fost văzut frecvent pe banca de primă echipă. În timp ce se bucura de un sezon relativ de succes, același lucru nu putea fi spus pentru colegii săi de prima echipă. Seniorul echipei Mönchengladbach se pare că a eșuat în eforturile de a evita retrogradarea, iar pe 14 februarie 2011, managerul Michael Frontzeck a fost înlocuit de Lucien Favre, cu echipa înrădăcinată în fundul Bundesliga, acumulând doar 16 puncte după 22 de meciuri.
Rezultatele s-au imbunatatit in curand, insa forma neregulata a portarului de prima alegere, Logan Bailly, a reusit sa returneze echipa. În timp ce el a reușit să producă performanțe care au câștigat meciuri, cum ar fi cea împotriva lui Werder Bremen, acestea erau puține și foarte departe între ele și au fost deseori anulate de meciurile neînsuflețite. Fanii lui Mönchengladbach au discutat rapid cu internaționalul belgian, alții l-au acuzat că a făcut mai mult efort în cariera de modelare decât fotbalul său. Progresul lui Ter Stegen pentru echipa de rezervă nu a trecut neobservat de suporteri, iar noul manager a fost inundat cu cereri de a începe tânărul minunat în liga. Favre a pierdut în cele din urmă răbdarea cu Bailly, iar la 10 aprilie 2011 la retrogradat pe banca în favoarea ter Stegen pentru meciul cu 1. FC Köln. Tânărul german nu a dezamăgit, iar apărarea a lăudat o soliditate nevăzută anterior. El și-a păstrat locul în echipă pentru restul sezonului, păstrând patru curse din câte cinci posibil în ultimele cinci meciuri, în timp ce Mönchengladbach a evitat retrogradarea prin playoff. În timpul acestei runde, el a fost împușcat cu un ultim afiș în fața unui eventual campion Borussia Dortmund, făcând un șir de economii de clasă mondială, pe măsură ce Mönchengladbach a obținut o victorie de 1-0.

#### Sezonul 2011-12
Statutul lui Ter Stegen ca portar de prima alegere a fost cimentat atunci când Bailly a fost trimis împrumutat pe partea elvețiană Neuchâtel Xamax și tricoul nr.1 delegat lui ter Stegen, care a purtat anterior 21.
În timpul ferestrei de transfer de vară, Bayern München transferul căpitanul lui Schalke 04, Manuel Neuer. Internaționalul german a făcut debutul împotriva Mönchengladbach-ului lui Ter Stegen la Arena Allianz. Meciul nu a mers așa cum au prezis experții, cu faptul că ter Stegen a produs un alt ecran inspirat, în timp ce omologul său Neuer a făcut eroarea care la condamnat pe Bayern la o înfrângere de 1-0. În urma acestui meci, Borussia Mönchengladbach a început o provocare de titlu improbabilă, cu ter Stegen și colegul său, Marco Reus, oferind inspirația pentru Mönchengladbach.

#### Sezonul 2012-13
După plecarea lui Reus în Borussia Dortmund și Dante către Bayern München, ter Stegen a devenit principalul star al lui Mönchengladbach pentru sezonul respectiv. El a fost din nou prima alegere, iar în februarie 2013, sa raportat că ter Stegen a semnat un acord prealabil cu clubul spaniol Barcelona. Acordul a fost mai târziu negat de el însuși.

#### Sezonul 2013-14
După ce a fost strâns legat de Barcelona, ter Stegen a rămas la Mönchengladbach pentru noul sezon. La 6 ianuarie 2014, a respins o nouă înțelegere din partea clubului, ridicând speculațiile asupra viitorului său. În ultimul meci de acasă al sezonului, un succes de 3-1 împotriva Mainz 05 pe 5 mai, Ter Stegen a trimis un salut de la revedere echipei Borussia Mönchengladbach.

## Statistici carieră
La 18 mai 2025. 
| Club                     | Sezon         | Campionat     | Campionat | Campionat | Cupă    | Cupă   | Europa  | Europa | Altele  | Altele | Total   | Total  |
| Club                     | Sezon         | Divizie       | Meciuri   | Goluri    | Meciuri | Goluri | Meciuri | Goluri | Meciuri | Goluri | Meciuri | Goluri |
| ------------------------ | ------------- | ------------- | --------- | --------- | ------- | ------ | ------- | ------ | ------- | ------ | ------- | ------ |
| Borussia Mönchengladbach | 2010–11       | Bundesliga    | 6         | 0         | 0       | 0      | —       | —      | 2       | 0      | 8       | 0      |
| Borussia Mönchengladbach | 2011–12       | Bundesliga    | 34        | 0         | 5       | 0      | —       | —      | —       | —      | 39      | 0      |
| Borussia Mönchengladbach | 2012–13       | Bundesliga    | 34        | 0         | 2       | 0      | 9       | 0      | —       | —      | 45      | 0      |
| Borussia Mönchengladbach | 2013–14       | Bundesliga    | 34        | 0         | 1       | 0      | —       | —      | —       | —      | 35      | 0      |
| Borussia Mönchengladbach | Total         | Total         | 108       | 0         | 8       | 0      | 9       | 0      | 2       | 0      | 127     | 0      |
| Barcelona                | 2014–15       | La Liga       | 0         | 0         | 8       | 0      | 13      | 0      | —       | —      | 21      | 0      |
| Barcelona                | 2015–16       | La Liga       | 7         | 0         | 7       | 0      | 10      | 0      | 2       | 0      | 26      | 0      |
| Barcelona                | 2016–17       | La Liga       | 36        | 0         | 1       | 0      | 9       | 0      | 0       | 0      | 46      | 0      |
| Barcelona                | 2017–18       | La Liga       | 37        | 0         | 0       | 0      | 9       | 0      | 2       | 0      | 48      | 0      |
| Barcelona                | 2018–19       | La Liga       | 35        | 0         | 2       | 0      | 11      | 0      | 1       | 0      | 49      | 0      |
| Barcelona                | 2019–20       | La Liga       | 36        | 0         | 2       | 0      | 8       | 0      | 0       | 0      | 46      | 0      |
| Barcelona                | 2020–21       | La Liga       | 31        | 0         | 4       | 0      | 5       | 0      | 2       | 0      | 42      | 0      |
| Barcelona                | 2021–22       | La Liga       | 35        | 0         | 1       | 0      | 12      | 0      | 1       | 0      | 49      | 0      |
| Barcelona                | 2022–23       | La Liga       | 38        | 0         | 3       | 0      | 7       | 0      | 2       | 0      | 50      | 0      |
| Barcelona                | 2023–24       | La Liga       | 28        | 0         | 0       | 0      | 8       | 0      | 0       | 0      | 36      | 0      |
| Barcelona                | 2024–25       | La Liga       | 8         | 0         | 0       | 0      | 1       | 0      | 0       | 0      | 9       | 0      |
| Barcelona                | Total         | Total         | 291       | 0         | 28      | 0      | 93      | 0      | 10      | 0      | 422     | 0      |
| Total carieră            | Total carieră | Total carieră | 417       | 0         | 36      | 0      | 102     | 0      | 12      | 0      | 567     | 0      |

1. ↑  Include meciuri în cupă din the DFB-Pokal și Copa del Rey
2. ↑  două meciuri în Bundesliga relegation play-offs
3. ↑  Două meciuri în UEFA Champions League, șapte meciuri în Europa League
4. 1 2 3 4 5 6 7 8 9  Apariții în UEFA Champions League
5. ↑  O apariție în Supercopa de España, o apariție în Supercupa Europei UEFA
6. 1 2 3 4 5  Apariții în Supercopa de España
7. ↑  Șase apariții în UEFA Champions League, șase apariții în UEFA Europa League
8. ↑  Cinci apariții în UEFA Champions League, două apariții în UEFA Europa League